# Adam Maciej Sakowicz
Adam Maciej Sakowicz herbu Korwin (zm. 23 marca 1662) – wojewoda smoleński od 1 marca 1658, marszałek Trybunału Głównego Wielkiego Księstwa Litewskiego w 1634 roku,  starosta oszmiański w latach 1649-1662, podwojewodzi wileński 1639-1640, podkomorzy oszmiański w latach 1628-1649, koniuszy wileński do 1662 roku, porucznik chorągwi husarskiej Wincentego Korwina Gosiewskiego.
Był członkiem konfederacji generalnej zawiązanej 16 lipca 1632 roku. Poseł na sejm konwokacyjny 1632 roku z powiatu oszmiańskiego. Jako poseł województwa wileńskiego na sejmie koronacyjnym 1633 roku wyznaczony deputatem na Trybunał Skarbowy Wielkiego Księstwa Litewskiego. Poseł sejmiku mińskiego na sejm ekstraordynaryjny 1637 roku, poseł sejmiku oszmiańskiego na sejm ekstraordynaryjny 1642 roku, poseł na sejmy ekstraordynaryjne 1635 i 1647 roku. Poseł na sejm zwyczajny 1635 roku, sejm zwyczajny 1637 roku, sejm 1638 roku, sejm 1639 roku, sejm 1640 roku, sejm 1641 roku, sejm 1642 roku, sejm 1645 roku, sejm 1646 roku, sejm 1647 roku.
W 1648 roku był elektorem Jana II Kazimierza Wazy z województwa wileńskiego, podpisał jego pacta conventa. Poseł na sejm koronacyjny 1649 roku. Na sejmie koronacyjnym 1649 roku wyznaczony z Koła Poselskiego komisarzem do zapłaty wojsku Wielkiego Księstwa Litewskiego. Poseł na sejm 1649/1650 roku z sejmiku oszmiańskiego. Na sejmie 1650 roku wyznaczony z Koła Poselskiego komisarzem do zapłaty wojsku Wielkiego Księstwa Litewskiego. Na sejmie 1655 roku wyznaczony z Koła Poselskiego komisarzem do zapłaty wojsku Wielkiego Księstwa Litewskiego. Poseł na sejm nadzwyczajny 1652 roku, sejm nadzwyczajny 1653 roku.